# Tacopaya
Tacopaya es una localidad y municipio de Bolivia, ubicado en la provincia de Arque del departamento de Cochabamba. El municipio tiene una superficie de 684 km² y cuenta con una población de 10.253 habitantes (según el Censo INE 2012). La localidad se encuentra a 136 km al sudoeste de la ciudad de Cochabamba, la capital departamental, y a 138 km de la ciudad de Oruro, conectada con ambas mediante la Ruta 4.
El municipio fue creado el 30 de septiembre de 1941 durante la presidencia de Enrique Peñaranda. En 2015 fue el primer municipio de Bolivia en promulgar su Carta Orgánica, siendo aprobada mediante referéndum municipal.

## Geografía
Su topografía es muy accidentada y abrupta con pendientes fuertes. El relieve está determinado por paisajes montañosos con cerros interfluviales y valles profundos con laderas muy escarpadas. Al municipio le corresponden dos zonas agroecológicas (según la clasificación de Holdridge), la zona altoandina o puna y la zona meso andina superior con cabecera de valle. El promedio de precipitación pluvial anual es de 600 mm y su clima es templado, con una temperatura promedio de 9,6 °C. Los meses con mayor precipitación son enero y febrero con más de 80 mm por mes y los de menor precipitación son junio y julio con un poco más de 3 mm.
Sus recursos hídricos comprenden los ríos Arque, Tacopaya y Rocha de la cuenca amazónica. La unión del Rocha y el Arque forman el río Caine que es parte del curso alto del río Grande.

## Demografía
De acuerdo con el censo boliviano de 2024, la población del municipio de Tacopaya es de 10 549 habitantes.
La población del municipio aumentó sólo ligeramente entre 1992 y 2024:
| Año  | Habitantes (municipio) | Fuente |
| ---- | ---------------------- | ------ |
| 1992 | 9.271                  | Censo  |
| 2001 | 11.968                 | Censo  |
| 2012 | 10.106                 | Censo  |
| 2024 | 10.549                 | Censo  |

## Economía
El municipio se dedica principalmente a la producción agropecuaria. Los cultivos más importantes son los de papa, oca, papaliza, isaño, cebada, trigo, maíz, haba, arveja y tarwi. La papa registra la mayor producción con 51.429,8 quintales, le sigue cebada en grano con 13.414,7 quintales y alfalfa con 4.100,5 quintales. La agricultura se practica en suelos de capa arable poco profunda, con una baja fertilidad. En cuanto a la producción pecuaria, tiene ganado vacuno, camélido, ovino y, en menor cantidad, asnos, cerdos y aves de corral. La actividad pecuaria más importantees la cría de ganado ovino con 38.473 cabezas, seguido del ganado caprino y de llamas con 5.192 y 3.697 cabezas respectivamente. Los tejidos, la elaboración de queso o la molienda de granos, la alfarería artesanal, la elaboración y venta de chicha son actividades secundarias.

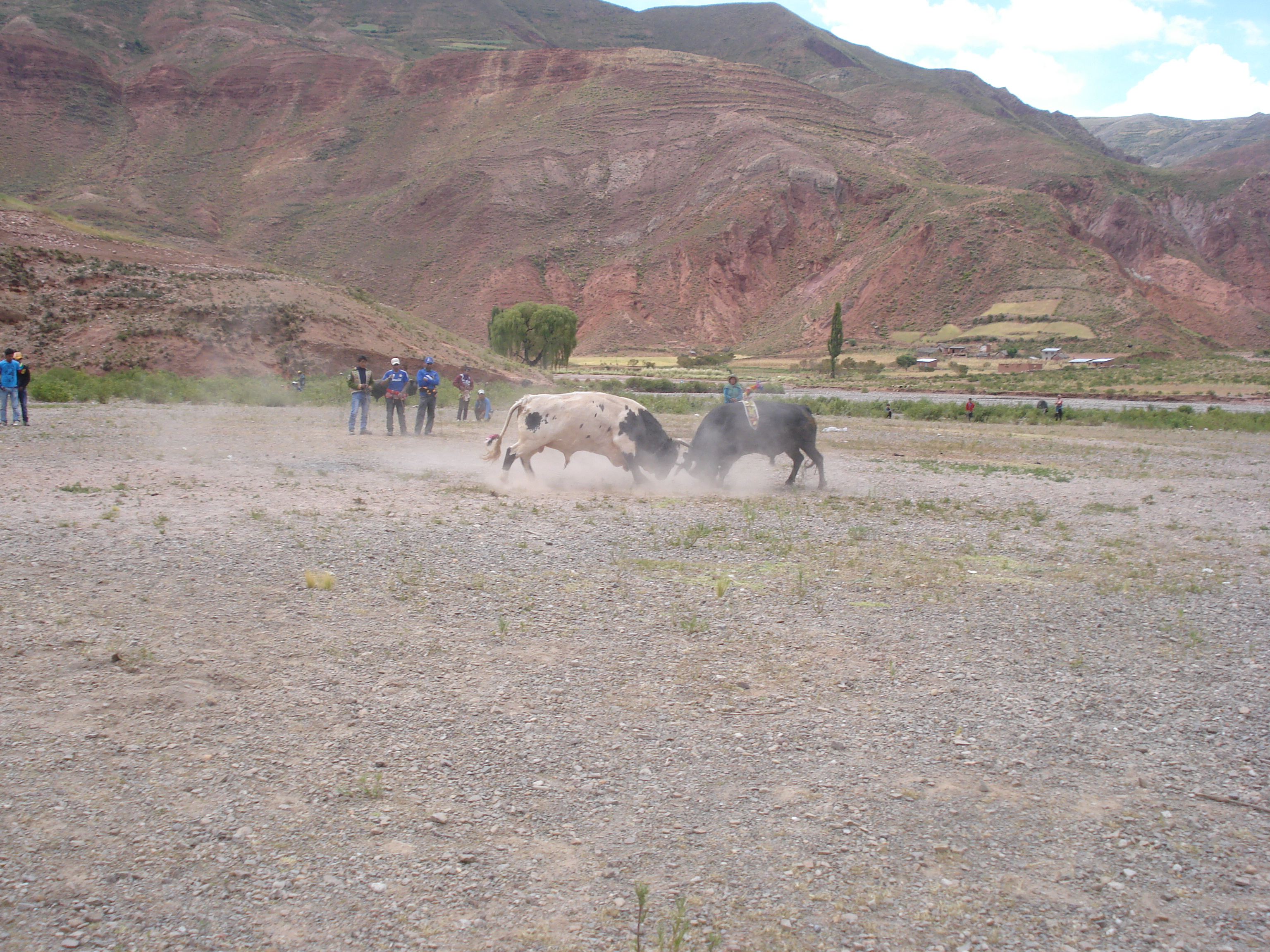
Toro Tinku, un evento tradicional con toros.

En el municipio se encuentran unas aguas termales a 45 minutos en auto desde el pueblo de Tacopaya, que pueden constituirse a futuro en un atractivo turístico natural. Entre otros atractivos están: los Molinos de Ornoni, su arquitectura típica de la colonia con calles angostas de adoquines, el Puente Colgante, el centro arqueológico de Chullpas, el evento tradicional del Toro Tinku y sus tejidos artesanales.